# Ишимский район
Иши́мский райо́н — административно-территориальная единица (район) и муниципальное образование (муниципальный район) в Тюменской области России.
Административный центр — город Ишим (в состав района не входит).

## География
Ишимский район расположен на юго-востоке Тюменской области. Площадь района — 5,5 тыс. км².
Район граничит:
- на севере и северо-востоке — с Аромашевским и Сорокинским районами;
- на востоке — с Абатским районом;
- на юго-востоке — со Сладковским районом;
- на юге — с Казанским районом;
- на юго-западе — с Бердюжским районом;
- на западе — с Голышмановским районом Тюменской области.

На территории района расположены 6 особо охраняемых природных территорий:
- международного значения —
  - водно-болотное угодье РФ «Озёра Тоболо-Ишимской лесостепи» (1 217,0 тыс. га)
- регионального значения —
  - государственный комплексный зоологический заказник «Клепиковский» (12,9 тыс. га);
  - государственный комплексный зоологический заказник «Песьяновский» (11,5 тыс. га);
  - памятник природы «Синицинский бор» (1,1 тыс.га);
  - Ишимские бугры:
    - «Кучумова гора» (300 га);
    - «Гора любви» (100 га);
    - «Змеиная гора» (300 га);

  - «Минеральные озёра» (160 га).

## Население
| 1939    | 1959    | 1970    | 1979    | 1989    | 2002    | 2009    | 2010    |
| ------- | ------- | ------- | ------- | ------- | ------- | ------- | ------- |
| 42 174  | ↘38 243 | ↗41 088 | ↘34 643 | ↗35 063 | ↘34 693 | ↘32 388 | ↘31 085 |
| 2011    | 2012    | 2013    | 2014    | 2015    | 2016    | 2017    | 2018    |
| ↘31 022 | ↘30 826 | ↘30 750 | ↘30 715 | ↘30 301 | ↘30 026 | ↘29 921 | ↘29 568 |
| 2019    | 2020    | 2021    |         |         |         |         |         |
| ↘29 170 | ↘28 550 | ↗28 780 |         |         |         |         |         |

### Национальный состав
88,2 процента — русские; 4,1 % — казахи; 2,3 % — немцы; 1,4 % — чуваши; 1,2 % — украинцы и представители других национальностей.

## История
Район образован на основании постановления ВЦИК от 10 июня 1931 года из территории Жиляковского района и 5 сельсоветов Ларихинского района в составе Уральской области.
Включал город Ишим и 39 сельсоветов: Безруковский, Боровский, Быковский, Воронинский, Второпесьяновский, Гагаринский, Голдобинский, Жиляковский, Казанский, Карасульский, Клепиковский, Крутоозёрский, Кукарцевский, Ларихинский, Локтинский, Макаровский, Мизоновский, Михайловский, Неволинский, Новолоктинский, Новотравнинский, Ожогинский, Пахомовский, Первопесьяновский, Плешковский, Прокуткинский, Равнецкий, Савинский, Сажинский, Сибиряковский, Синицинский, Смирновский, Стрехнинский, Тоболовский, Троицкий 1-й, Троицкий 2-й, Удаловский, Черемшанский, Шаблыкинский.
1 января 1932 года из упразднённого Сорокинского района переданы: Александровский, Лыкошинский, Осиновский, Пинигинский, Рядовиченский, Сорокинский и Стрельцовский сельсоветы.
После ликвидации 17 января 1934 года Уральской области вошел в состав Челябинской области.
7 декабря 1934 г. передан в состав Омской области.
25 января 1935 г. разукрупнён. При этом во вновь организованный Сорокинский район переданы Александровский, Казанский, Лыкошинский, Неволинский, Осиновский, Пинигинский, Прокуткинский, Рядовиченский, Сорокинский и Стрельцовский сельсоветы.19 сентября 1939 г. — упразднены Голдобинский, Жиляковский, Клепиковский, Крутоозерский, Локтинский, Пахомовский, Равнецкий, Савинский, Смирновский, Троицкий 1-й и Троицкий 2-й сельсоветы. 21 февраля 1940 г. — г. Ишим отнесён к городам областного подчинения.
14 августа 1944 г. передан во вновь образованную Тюменскую область.
17 июня 1954 г. упразднены Воронинский, Михайловский, Первопесьяновский сельсоветы. 23 апреля 1959 г. упразднены Безруковский, Быковский, Синицинский и Шаблыкинский сельсоветы. Образован Пахомовский сельсовет. Макаровский сельсовет переименован в Равнецкий, Сажинский — в Голдобинский, Сибиряковский — в Бутусовский, Черемшанский — в Первопесьянский. 1 февраля 1963 г. район укрупнён с включением в его состав территории упразднённого Сорокинского района.
28 сентября 1963 г. Голдобинский сельсовет переименован в Шаблыкинский. 12 января 1965 г. сельский район преобразован в район и разукрупнён. Во вновь организованный Сорокинский район отошли Ворсихинский, Готопутовский, Знаменщиковский, Калиновский, Малокусерякский, Осиновский, Пинигинский и Сорокинский сельсоветы. 15 сентября 1965 г. образованы Дымковский и Черемшанский сельсоветы. 29 октября 1971 г. образованы Десятовский и Клепиковский сельсоветы. Кукарцевский и Ожогинский сельсоветы упразднены. 28 февраля 1975 г. образован Неволинский сельсовет. 27 октября 1989 г. упразднён Удаловский сельсовет.

## Муниципально-территориальное устройство
В Ишимском муниципальном районе 22 сельских поселения, включающих 89 населённых пунктов:
| №  | Сельские поселения                   | Админ. центр          | Количество населённых пунктов | Население | Площадь, км² |
| -- | ------------------------------------ | --------------------- | ----------------------------- | --------- | ------------ |
| 1  | Боровское сельское поселение         | село Боровое          | 3                             | ↗1344     | 134,56       |
| 2  | Бутусовское сельское поселение       | село Бутусово         | 3                             | ↗546      | 741,34       |
| 3  | Второпесьяновское сельское поселение | село Второпесьяново   | 1                             | ↘331      | 86,39        |
| 4  | Гагаринское сельское поселение       | село Гагарино         | 1                             | ↗1097     | 27,86        |
| 5  | Десятовское сельское поселение       | село Десятова         | 4                             | ↘560      | 280,74       |
| 6  | Дымковское сельское поселение        | деревня Мезенка       | 6                             | ↘1671     | 153,25       |
| 7  | Карасульское сельское поселение      | посёлок Октябрьский   | 5                             | ↘2371     | 190,73       |
| 8  | Клепиковское сельское поселение      | село Клепиково        | 7                             | ↘1716     | 194,22       |
| 9  | Ларихинское сельское поселение       | село Лариха           | 3                             | ↗1016     | 252,38       |
| 10 | Мизоновское сельское поселение       | село Мизоново         | 2                             | ↗1066     | 365,08       |
| 11 | Неволинское сельское поселение       | село Неволина         | 3                             | ↗663      | 166,35       |
| 12 | Новолоктинское сельское поселение    | село Новолокти        | 3                             | ↗1049     | 355,21       |
| 13 | Новотравнинское сельское поселение   | село Новотравное      | 2                             | ↘643      | 155,40       |
| 14 | Пахомовское сельское поселение       | посёлок Плодопитомник | 5                             | ↘2404     | 132,69       |
| 15 | Первопесьяновское сельское поселение | посёлок Заозерный     | 6                             | ↗850      | 468,86       |
| 16 | Плешковское сельское поселение       | село Плешково         | 4                             | ↘987      | 186,05       |
| 17 | Прокуткинское сельское поселение     | село Прокуткино       | 5                             | ↗1005     | 257,43       |
| 18 | Равнецкое сельское поселение         | село Равнец           | 5                             | ↗1101     | 191,74       |
| 19 | Стрехнинское сельское поселение      | село Стрехнино        | 4                             | ↘5202     | 77,67        |
| 20 | Тоболовское сельское поселение       | село Тоболово         | 5                             | ↘1381     | 323,09       |
| 21 | Черемшанское сельское поселение      | село Черемшанка       | 5                             | ↗994      | 260,83       |
| 22 | Шаблыкинское сельское поселение      | село Шаблыкино        | 7                             | ↗783      | 442,05       |

### Населённые пункты
| №  | Населённый пункт  | Тип     | Население | Муниципальное образование            |
| -- | ----------------- | ------- | --------- | ------------------------------------ |
| 1  | Бокаревка         | деревня | 296       | Стрехнинское сельское поселение      |
| 2  | Большеудалово     | деревня | 220       | Черемшанское сельское поселение      |
| 3  | Большой Остров    | деревня | 260       | Боровское сельское поселение         |
| 4  | Борисовка         | деревня | 272       | Бутусовское сельское поселение       |
| 5  | Боровое           | село    | 652       | Боровское сельское поселение         |
| 6  | Булановка         | деревня | 86        | Шаблыкинское сельское поселение      |
| 7  | Бурлаки           | деревня | 0         | Первопесьяновское сельское поселение |
| 8  | Бутусово          | село    | 356       | Бутусовское сельское поселение       |
| 9  | Бутырки           | деревня | 44        | Плешковское сельское поселение       |
| 10 | Быкова            | деревня | 277       | Пахомовское сельское поселение       |
| 11 | Ваньковка         | деревня | 659       | Пахомовское сельское поселение       |
| 12 | Воронина          | деревня | 169       | Ларихинское сельское поселение       |
| 13 | Второпесьяново    | село    | ↘331      | Второпесьяновское сельское поселение |
| 14 | Высоцкая          | деревня | 5         | Прокуткинское сельское поселение     |
| 15 | Гагарино          | село    | ↗1097     | Гагаринское сельское поселение       |
| 16 | Голдобино         | деревня | 167       | Шаблыкинское сельское поселение      |
| 17 | Десятова          | село    | 552       | Десятовское сельское поселение       |
| 18 | Детский дом № 29  | посёлок | 36        | Клепиковское сельское поселение      |
| 19 | Детский санаторий | посёлок | 38        | Клепиковское сельское поселение      |
| 20 | Дом отдыха        | посёлок | 186       | Клепиковское сельское поселение      |
| 21 | Екатериновка      | деревня | 101       | Первопесьяновское сельское поселение |
| 22 | Ершово            | село    | 397       | Дымковское сельское поселение        |
| 23 | Заворохино        | деревня | 148       | Боровское сельское поселение         |
| 24 | Завьялово         | деревня | 203       | Тоболовское сельское поселение       |
| 25 | Заозерный         | посёлок | 526       | Первопесьяновское сельское поселение |
| 26 | Зелёный           | посёлок | 33        | Равнецкое сельское поселение         |
| 27 | Зырянка           | деревня | 798       | Стрехнинское сельское поселение      |
| 28 | Ивановка          | деревня | 31        | Черемшанское сельское поселение      |
| 29 | Казанка           | деревня | 144       | Прокуткинское сельское поселение     |
| 30 | Камышка           | деревня | 46        | Десятовское сельское поселение       |
| 31 | Карасуль          | село    | 385       | Карасульское сельское поселение      |
| 32 | Кислое            | деревня | 96        | Новотравнинское сельское поселение   |
| 33 | Клепиково         | село    | 856       | Клепиковское сельское поселение      |
| 34 | Комсомольская     | деревня | 47        | Десятовское сельское поселение       |
| 35 | Кошкарагай        | деревня | 226       | Равнецкое сельское поселение         |
| 36 | Красивая          | деревня | 5         | Первопесьяновское сельское поселение |
| 37 | Крутые Озерки     | деревня | 126       | Карасульское сельское поселение      |
| 38 | Куимова           | деревня | 157       | Прокуткинское сельское поселение     |
| 39 | Кукарцева         | деревня | 170       | Тоболовское сельское поселение       |
| 40 | Лайкова           | деревня | 57        | Плешковское сельское поселение       |
| 41 | Лариха            | село    | 739       | Ларихинское сельское поселение       |
| 42 | Лозовое           | посёлок | 452       | Стрехнинское сельское поселение      |
| 43 | Локти             | деревня | 166       | Новолоктинское сельское поселение    |
| 44 | Макарова          | деревня | 191       | Равнецкое сельское поселение         |
| 45 | Малиновка         | деревня | 22        | Плешковское сельское поселение       |
| 46 | Малоудалово       | деревня | 249       | Дымковское сельское поселение        |
| 47 | Мезенка           | деревня | 435       | Дымковское сельское поселение        |
| 48 | Мизоново          | село    | 1047      | Мизоновское сельское поселение       |
| 49 | Михайловка        | деревня | 53        | Десятовское сельское поселение       |
| 50 | Налимова          | деревня | 32        | Равнецкое сельское поселение         |
| 51 | Неволина          | село    | 551       | Неволинское сельское поселение       |
| 52 | Нерпино           | деревня | 278       | Дымковское сельское поселение        |
| 53 | Нестерова         | деревня | 165       | Прокуткинское сельское поселение     |
| 54 | Николаевка        | деревня | 2         | Шаблыкинское сельское поселение      |
| 55 | Никольский        | посёлок | 435       | Карасульское сельское поселение      |
| 56 | Новоивановка      | деревня | 36        | Неволинское сельское поселение       |
| 57 | Новоказанка       | деревня | 1         | Бутусовское сельское поселение       |
| 58 | Новокировский     | посёлок | 386       | Карасульское сельское поселение      |
| 59 | Новолокти         | село    | 911       | Новолоктинское сельское поселение    |
| 60 | Новотравное       | село    | 667       | Новотравнинское сельское поселение   |
| 61 | Ожогино           | село    | 127       | Мизоновское сельское поселение       |
| 62 | Октябревка        | деревня | 56        | Шаблыкинское сельское поселение      |
| 63 | Октябрьский       | посёлок | 1486      | Карасульское сельское поселение      |
| 64 | Опеновка          | деревня | 196       | Тоболовское сельское поселение       |
| 65 | Орловка           | деревня | 168       | Клепиковское сельское поселение      |
| 66 | Пахомова          | село    | 538       | Пахомовское сельское поселение       |
| 67 | Первопесьяново    | село    | 267       | Первопесьяновское сельское поселение |
| 68 | Первотроицк       | деревня | 110       | Черемшанское сельское поселение      |
| 69 | Плешково          | село    | 1199      | Плешковское сельское поселение       |
| 70 | Плодопитомник     | посёлок | 833       | Пахомовское сельское поселение       |
| 71 | Прокуткино        | село    | 592       | Прокуткинское сельское поселение     |
| 72 | Равнец            | село    | 596       | Равнецкое сельское поселение         |
| 73 | Рагозина          | деревня | 55        | Ларихинское сельское поселение       |
| 74 | Разъезд № 36      | село    | 21        | Тоболовское сельское поселение       |
| 75 | Разъезд № 37      | посёлок | 120       | Дымковское сельское поселение        |
| 76 | Разъезд № 40      | село    | 59        | Шаблыкинское сельское поселение      |
| 77 | Ревягина          | деревня | 2         | Новолоктинское сельское поселение    |
| 78 | Речка             | деревня | 58        | Первопесьяновское сельское поселение |
| 79 | Савина            | деревня | 291       | Черемшанское сельское поселение      |
| 80 | Сажино            | деревня | 113       | Шаблыкинское сельское поселение      |
| 81 | Симонова          | деревня | 63        | Клепиковское сельское поселение      |
| 82 | Синицына          | деревня | 492       | Клепиковское сельское поселение      |
| 83 | Сорочкина         | деревня | 115       | Пахомовское сельское поселение       |
| 84 | Стрехнино         | село    | ↘3590     | Стрехнинское сельское поселение      |
| 85 | Таловка           | деревня | 508       | Дымковское сельское поселение        |
| 86 | Тимохина          | деревня | 145       | Неволинское сельское поселение       |
| 87 | Тоболово          | село    | 1092      | Тоболовское сельское поселение       |
| 88 | Черемшанка        | село    | 435       | Черемшанское сельское поселение      |
| 89 | Шаблыкино         | село    | 444       | Шаблыкинское сельское поселение      |

7 октября 2004 года был упразднен поселок Малый Остров.

## Достопримечательности
- Региональные заказники[7]:
  - Клепиковский (12 925 га)
  - Песьяновский (11 741 га)
- Региональные памятники природы[7]:
  - Синицинский бор (1 108 га)
  - Ишимские бугры - Кучумова гора (319 га)
  - Минеральные озёра (149 га)
  - Ишимские бугры - Гора Любви (100 га)